# Myš panonská
Myš panonská, také nazývána myš domácí panonská a myš obilní (Mus spicilegus, syn. Mus musculus spicilegus), je druhem myšovitého hlodavce.

## Taxonomie
Druh popsal Ján Šalamún Petian roku 1882. Příbuzná je myši makedonské (Mus macedonicus) a dle analýzy DNA se od sebe oba tyto druhy oddělily před asi 170 až 290 tisíci lety. Myš makedonská a panonská spolu tvoří dohromady jeden klad, který se odštěpil od kladu myš domácí (Mus musculus)/myš středozemní (Mus spretus) před asi 930 tisíci až 1,29 miliony lety.

## Popis a chování
Myš panonská měří až 9 cm v délce těla, ocas dosahuje velikosti až 8,3 cm a zadní tlapa má velikost 1,4 až 1,7 cm. Zbarvení je na hřbetě okrové a břicho se vyvinulo bílé. Myš panonská obývá řadu otevřených stanovišť (pastviny, pole, otevřené lesy…) až do 200 metrů, v lesích nežije. Na rozdíl od některých jiných myšovitých také neproniká k lidským sídlům. Myš panonská tvoří kolonie, které žijí v podzemí. Nad hnízdní dutinou si před zimou vytvářejí shrabováním hlíny kupky (nazývané také kurgančiky), v nichž skladují potravu. Kupky mají elipsoidní tvar a v průměru mohou měřit i několik metrů. Na jejich stavbě se podílí několik myší. Kurgančiky jsou hlavním znakem, pomocí něhož lze rozpoznat přítomnost myši panonské v dané oblasti. Vzhledem lze tyto kupky zaměnit za krtiny, ale ty vznikají vyhrabováním hlíny zespodu, kdežto kurgančiky ne.

## Výskyt
Myš panonská je evropským endemitem, vyskytuje se od Rakouska a Srbska až po Rusko. V Česku nežije, v sousedním Slovensku obývá areál od Komárna po Nitru a Levice a její areál výskytu se zde stále rozšiřuje. Izolované populace byly objeveny na jihozápadě Balkánského poloostrova (Černá Hora, Albánie a Řecko). Zajímavostí je, že ač je zde podnebí teplé, myši si zde také vytvářejí kurgančiky s potravou na zimu. Přestože se v některých oblastech tento druh vyskytuje obzvláště hojně a lze objevit až 100 kurgančiků na hektar, jinde je populace klesající. IUCN hodnotí tento druh jako málo dotčený taxon, i tak nicméně ohrožení může pramenit ze ztráty přirozeného prostředí. V Rumunsku je myš panonská považována za zemědělského škůdce.